# American Red Ball Transit Company
American Red Ball Transit Company, vorher Red Ball Transit Company, ist ein US-amerikanisches Unternehmen.

## Unternehmensgeschichte
Ward B. Hiner gründete am 19. Mai 1919 die Red Ball Transit Company in Indianapolis in Indiana. Er war in der Transportbranche tätig. Zeitweise benutzte er Lastkraftwagen der U. S. Motor Truck Company.
1923 engagierte er den Ingenieur Charles Glaser. Glaser entwickelte eigene Nutzfahrzeuge. Anfangs entstanden sie im Werk in Indianapolis und wenig später in Frankfort, ebenfalls in Indiana. 1924 wurden außerdem Taxis hergestellt. Der Markenname lautete Red Ball. 1927 endete die Kraftfahrzeugproduktion. Nun wurden Karosserien für Lieferwagen aus Leichtmetall gefertigt.
Am 3. Januar 1939 kam es zur Reorganisation. Eine Quelle gibt dieses Datum als Gründungsdatum an. Clarence Kissel wurde neuer Präsident und blieb es bis 1963. Darauf folgte sein Sohn C. S. Kissel Junior. Am 27. August 1964 erwarb Robert L. Hiner, der Sohn des Gründers, alle Anteile und wurde neuer Präsident. Am 2. Dezember 1975 folgte sein Sohn Dan auf diesem Posten. Nach seinem Tod im November 1979 folgte Elmer Ostermeyer.
Inzwischen firmiert das Unternehmen als American Red Ball Transit Company. Dalton A. Burdge leitet es. Eine andere Quelle gibt John D. Morrissette an.

## Fahrzeuge
Ein Lkw-Modell war mit 3 Tonnen angegeben und hatte Vierradbremsen. Es gab auch eine Version mit sechs Rädern.
Die Taxis hatten einen Neupreis von 2200 US-Dollar.